# Ross Powers
Ross Powers (Bennington, 10 de fevereiro de 1979) é um snowboarder estadunidense, campeão olímpico no halfpipe nos Jogos de Salt Lake City, em 2002.

## Carreira
Em 1996, Powers ganhou o Mundial de Snowboard no halfpipe. Em 1998 conquistou a medalha de bronze nos Jogos Olímpicos de Inverno de Nagano, também halfpipe.
Na edição seguinte das Olimpíadas de Inverno, em 2002, ganhou o ouro no halfpipe, conquistando sua segunda medalha olímpica na carreira.
Nos Winter X Games de 2011 conquistou a medalha de prata no "melhor método".